# Seznam dílů seriálu Hra o trůny
Toto je seznam dílů seriálu Hra o trůny. Americký fantasy televizní seriál Hra o trůny se odehrává ve fiktivním světě v době podobné středověku. Vytvořili jej David Benioff a D. B. Weiss na motivy knih George R. R. Martina. Seriál produkuje americká společnost HBO a vysílá jej od 17. dubna 2011. V Česku jej táž televize vysílá vždy následující den po americké premiéře. Od 5. září 2013 začala seriál vysílat také Česká televize na stanici ČT2, přičemž dosud (k dubnu 2017) odvysílala první tři řady. V červenci 2016 HBO oznámila, že 8. řada seriálu by měla být poslední.

## Přehled řad
| Řada | Díly | Premiéra v USA    | Premiéra v USA  | Premiéra v ČR     | Premiéra v ČR   |
| Řada | Díly | První díl         | Poslední díl    | První díl         | Poslední díl    |
| ---- | ---- | ----------------- | --------------- | ----------------- | --------------- |
| 1    | 10   | 17. dubna 2011    | 19. června 2011 | 18. dubna 2011    | 20. června 2011 |
| 2    | 10   | 1. dubna 2012     | 3. června 2012  | 2. dubna 2012     | 4. června 2012  |
| 3    | 10   | 31. března 2013   | 9. června 2013  | 1. dubna 2013     | 10. června 2013 |
| 4    | 10   | 6. dubna 2014     | 15. června 2014 | 7. dubna 2014     | 16. června 2014 |
| 5    | 10   | 12. dubna 2015    | 14. června 2015 | 13. dubna 2015    | 15. června 2015 |
| 6    | 10   | 24. dubna 2016    | 26. června 2016 | 25. dubna 2016    | 27. června 2016 |
| 7    | 7    | 16. července 2017 | 27. srpna 2017  | 17. července 2017 | 28. srpna 2017  |
| 8    | 6    | 14. dubna 2019    | 19. května 2019 | 15. dubna 2019    | 20. května 2019 |

## Seznam dílů

### První řada (2011)
| Č. v seriálu | Č. v řadě | Původní název                         | Český název                                   | Režie          | Scénář                                     | Premiéra v USA  | Premiéra na ČT2   |
| ------------ | --------- | ------------------------------------- | --------------------------------------------- | -------------- | ------------------------------------------ | --------------- | ----------------- |
| 1            | 1         | Winter Is Coming                      | Zima se blíží                                 | Tim Van Patten | David Benioff a D. B. Weiss                | 17. dubna 2011  | 5. září 2013      |
| 2            | 2         | The Kingsroad                         | Královská cesta (HBO) Královská jízda (ČT2)   | Tim Van Patten | David Benioff a D. B. Weiss                | 24. dubna 2011  | 12. září 2013     |
| 3            | 3         | Lord Snow                             | Lord Sníh                                     | Brian Kirk     | David Benioff a D. B. Weiss                | 1. května 2011  | 19. září 2013     |
| 4            | 4         | Cripples, Bastards, and Broken Things | Mrzáci, bastardi a zlámané věci               | Brian Kirk     | Bryan Cogman                               | 8. května 2011  | 26. září 2013     |
| 5            | 5         | The Wolf and the Lion                 | Vlk a lev                                     | Brian Kirk     | David Benioff a D. B. Weiss                | 15. května 2011 | 3. října 2013     |
| 6            | 6         | A Golden Crown                        | Zlatá koruna                                  | Daniel Minahan | Jane Espenson, David Benioff a D. B. Weiss | 22. května 2011 | 10. října 2013    |
| 7            | 7         | You Win or You Die                    | Zvítězíš, nebo zemřeš                         | Daniel Minahan | David Benioff a D. B. Weiss                | 29. května 2011 | 17. října 2013    |
| 8            | 8         | The Pointy End                        | Bodej ostrým koncem (HBO) Špičatý konec (ČT2) | Daniel Minahan | George R. R. Martin                        | 5. června 2011  | 24. října 2013    |
| 9            | 9         | Baelor                                | Baelor                                        | Alan Taylor    | David Benioff a D. B. Weiss                | 12. června 2011 | 31. října 2013    |
| 10           | 10        | Fire and Blood                        | Oheň a krev                                   | Alan Taylor    | David Benioff a D. B. Weiss                | 19. června 2011 | 7. listopadu 2013 |

### Druhá řada (2012)
| Č. v seriálu | Č. v řadě | Původní název              | Český název                      | Režie          | Scénář                      | Premiéra v USA  | Premiéra na ČT2 |
| ------------ | --------- | -------------------------- | -------------------------------- | -------------- | --------------------------- | --------------- | --------------- |
| 11           | 1         | The North Remembers        | Sever nezapomíná                 | Alan Taylor    | David Benioff a D. B. Weiss | 1. dubna 2012   | 6. září 2014    |
| 12           | 2         | The Night Lands            | Noční krajiny                    | Alan Taylor    | David Benioff a D. B. Weiss | 8. dubna 2012   | 6. září 2014    |
| 13           | 3         | What Is Dead May Never Die | Co je mrtvé, nemůže nikdy zemřít | Alik Sakharov  | Bryan Cogman                | 15. dubna 2012  | 13. září 2014   |
| 14           | 4         | Garden of Bones            | Zahrada kostí                    | David Petrarca | Vanessa Taylor              | 22. dubna 2012  | 13. září 2014   |
| 15           | 5         | The Ghost of Harrenhal     | Duch Harrenhalu                  | David Petrarca | David Benioff a D. B. Weiss | 29. dubna 2012  | 20. září 2014   |
| 16           | 6         | The Old Gods and the New   | Bohové staří a noví              | David Nutter   | Vanessa Taylor              | 6. května 2012  | 20. září 2014   |
| 17           | 7         | A Man Without Honor        | Muž beze cti                     | David Nutter   | David Benioff a D. B. Weiss | 13. května 2012 | 27. září 2014   |
| 18           | 8         | The Prince of Winterfell   | Princ ze Zimohradu               | Alan Taylor    | David Benioff a D. B. Weiss | 20. května 2012 | 27. září 2014   |
| 19           | 9         | Blackwater                 | Oheň a voda                      | Neil Marshall  | George R. R. Martin         | 27. května 2012 | 4. října 2014   |
| 20           | 10        | Valar Morghulis            | Valar Morghulis                  | Alan Taylor    | David Benioff a D. B. Weiss | 3. června 2012  | 4. října 2014   |

### Třetí řada (2013)
| Č. v seriálu | Č. v řadě | Původní název                | Český název                  | Režie                | Scénář                      | Premiéra v USA  | Premiéra na HBO |
| ------------ | --------- | ---------------------------- | ---------------------------- | -------------------- | --------------------------- | --------------- | --------------- |
| 21           | 1         | Valar Dohaeris               | Valar Dohaeris               | Daniel Minahan       | David Benioff a D. B. Weiss | 31. března 2013 | 1. dubna 2013   |
| 22           | 2         | Dark Wings, Dark Words       | Temná křídla, temná slova    | Daniel Minahan       | Vanessa Taylor              | 7. dubna 2013   | 8. dubna 2013   |
| 23           | 3         | Walk of Punishment           | Ulička trestu                | David Benioff        | David Benioff a D. B. Weiss | 14. dubna 2013  | 15. dubna 2013  |
| 24           | 4         | And Now His Watch is Ended   | A nyní je jeho stráž u konce | Alex Graves          | David Benioff a D. B. Weiss | 21. dubna 2013  | 22. dubna 2013  |
| 25           | 5         | Kissed by Fire               | Políbený ohněm               | Alex Graves          | Bryan Cogman                | 28. dubna 2013  | 29. dubna 2013  |
| 26           | 6         | The Climb                    | Cesta vzhůru                 | Alik Sakharov        | David Benioff a D. B. Weiss | 5. května 2013  | 6. května 2013  |
| 27           | 7         | The Bear and the Maiden Fair | O medvědovi a krásné panně   | Michelle MacLarenová | George R. R. Martin         | 12. května 2013 | 13. května 2013 |
| 28           | 8         | Second Sons                  | Druzí synové                 | Michelle MacLarenová | David Benioff a D. B. Weiss | 19. května 2013 | 20. května 2013 |
| 29           | 9         | The Rains of Castamere       | Deště Kastameru              | David Nutter         | David Benioff a D. B. Weiss | 2. června 2013  | 3. června 2013  |
| 30           | 10        | Mhysa                        | Mhysa                        | David Nutter         | David Benioff a D. B. Weiss | 9. června 2013  | 10. června 2013 |

### Čtvrtá řada (2014)
| Č. v seriálu | Č. v řadě | Původní název              | Český název        | Režie                       | Scénář                      | Premiéra v USA  | Premiéra na HBO |
| ------------ | --------- | -------------------------- | ------------------ | --------------------------- | --------------------------- | --------------- | --------------- |
| 31           | 1         | Two Swords                 | Dva meče           | David Benioff a D. B. Weiss | David Benioff a D. B. Weiss | 6. dubna 2014   | 7. dubna 2014   |
| 32           | 2         | The Lion and the Rose      | Lev a růže         | Alex Graves                 | George R. R. Martin         | 13. dubna 2014  | 14. dubna 2014  |
| 33           | 3         | Breaker of Chains          | Zbaveni okovů      | Alex Graves                 | David Benioff a D. B. Weiss | 20. dubna 2014  | 21. dubna 2014  |
| 34           | 4         | Oathkeeper                 | Přísežník          | Michelle MacLarenová        | Bryan Cogman                | 27. dubna 2014  | 28. dubna 2014  |
| 35           | 5         | First of His Name          | První svého jména  | Michelle MacLarenová        | David Benioff a D. B. Weiss | 4. května 2014  | 5. května 2014  |
| 36           | 6         | The Laws of Gods and Men   | Zákony bohů a lidí | Alik Sakharov               | Bryan Cogman                | 11. května 2014 | 12. května 2014 |
| 37           | 7         | Mockingbird                | Drozd              | Alik Sakharov               | David Benioff a D. B. Weiss | 18. května 2014 | 19. května 2014 |
| 38           | 8         | The Mountain and the Viper | Hora a Rudá zmije  | Alex Graves                 | David Benioff a D. B. Weiss | 1. června 2014  | 2. června 2014  |
| 39           | 9         | The Watchers on the Wall   | Strážci na Zdi     | Neil Marshall               | David Benioff a D. B. Weiss | 8. června 2014  | 9. června 2014  |
| 40           | 10        | The Children               | Děti               | Alex Graves                 | David Benioff a D. B. Weiss | 15. června 2014 | 16. června 2014 |

### Pátá řada (2015)
| Č. v seriálu | Č. v řadě | Původní název                | Český název                     | Režie            | Scénář                      | Premiéra v USA  | Premiéra na HBO |
| ------------ | --------- | ---------------------------- | ------------------------------- | ---------------- | --------------------------- | --------------- | --------------- |
| 41           | 1         | The Wars to Come             | V očekávání válek               | Michael Slovis   | David Benioff a D. B. Weiss | 12. dubna 2015  | 13. dubna 2015  |
| 42           | 2         | The House of Black and White | Dům černé a bílé                | Michael Slovis   | David Benioff a D. B. Weiss | 19. dubna 2015  | 20. dubna 2015  |
| 43           | 3         | High Sparrow                 | Nejvyšší vrabčák                | Mark Mylod       | David Benioff a D. B. Weiss | 26. dubna 2015  | 27. dubna 2015  |
| 44           | 4         | The Sons of the Harpy        | Synové Harpyje                  | Mark Mylod       | Dave Hill                   | 3. května 2015  | 4. května 2015  |
| 45           | 5         | Kill the Boy                 | Zabij chlapce                   | Jeremy Podeswa   | Bryan Cogman                | 10. května 2015 | 11. května 2015 |
| 46           | 6         | Unbowed, Unbent, Unbroken    | Neohnuti, neskloněni, nezlomeni | Jeremy Podeswa   | Bryan Cogman                | 17. května 2015 | 18. května 2015 |
| 47           | 7         | The Gift                     | Dar                             | Miguel Sapochnik | David Benioff a D. B. Weiss | 24. května 2015 | 25. května 2015 |
| 48           | 8         | Hardhome                     | Tvrdodomov                      | Miguel Sapochnik | David Benioff a D. B. Weiss | 31. května 2015 | 1. června 2015  |
| 49           | 9         | The Dance of Dragons         | Tanec draků                     | David Nutter     | David Benioff a D. B. Weiss | 7. června 2015  | 8. června 2015  |
| 50           | 10        | Mother's Mercy               | Matčino milosrdenství           | David Nutter     | David Benioff a D. B. Weiss | 14. června 2015 | 15. června 2015 |

### Šestá řada (2016)
| Č. v seriálu | Č. v řadě | Původní název          | Český název     | Režie            | Scénář                      | Premiéra v USA  | Premiéra na HBO |
| ------------ | --------- | ---------------------- | --------------- | ---------------- | --------------------------- | --------------- | --------------- |
| 51           | 1         | The Red Woman          | Rudá žena       | Jeremy Podeswa   | David Benioff a D. B. Weiss | 24. dubna 2016  | 25. dubna 2016  |
| 52           | 2         | Home                   | Domů            | Jeremy Podeswa   | Dave Hill                   | 1. května 2016  | 2. května 2016  |
| 53           | 3         | Oathbreaker            | Křivopřísežník  | Daniel Sackheim  | David Benioff a D. B. Weiss | 8. května 2016  | 9. května 2016  |
| 54           | 4         | Book of the Stranger   | Kniha Cizincova | Daniel Sackheim  | David Benioff a D. B. Weiss | 15. května 2016 | 16. května 2016 |
| 55           | 5         | The Door               | Vrata           | Jack Bender      | David Benioff a D. B. Weiss | 22. května 2016 | 23. května 2016 |
| 56           | 6         | Blood of My Blood      | Krev mé krve    | Jack Bender      | Bryan Cogman                | 29. května 2016 | 30. května 2016 |
| 57           | 7         | The Broken Man         | Zlomený muž     | Mark Mylod       | Bryan Cogman                | 5. června 2016  | 6. června 2016  |
| 58           | 8         | No One                 | Nikdo           | Mark Mylod       | David Benioff a D. B. Weiss | 12. června 2016 | 13. června 2016 |
| 59           | 9         | Battle of the Bastards | Bitva bastardů  | Miguel Sapochnik | David Benioff a D. B. Weiss | 19. června 2016 | 20. června 2016 |
| 60           | 10        | The Winds of Winter    | Vichry zimy     | Miguel Sapochnik | David Benioff a D. B. Weiss | 26. června 2016 | 27. června 2016 |

### Sedmá řada (2017)
| Č. v seriálu | Č. v řadě | Původní název           | Český název               | Režie          | Scénář                      | Premiéra v USA    | Premiéra na HBO   |
| ------------ | --------- | ----------------------- | ------------------------- | -------------- | --------------------------- | ----------------- | ----------------- |
| 61           | 1         | Dragonstone             | Dračí kámen               | Jeremy Podeswa | David Benioff a D. B. Weiss | 16. července 2017 | 17. července 2017 |
| 62           | 2         | Stormborn               | Za bouře zrozená          | Mark Mylod     | Bryan Cogman                | 23. července 2017 | 24. července 2017 |
| 63           | 3         | The Queen's Justice     | Spravedlnost pro královnu | Mark Mylod     | David Benioff a D. B. Weiss | 30. července 2017 | 31. července 2017 |
| 64           | 4         | The Spoils of War       | Válečná kořist            | Matt Shakman   | David Benioff a D. B. Weiss | 6. srpna 2017     | 7. srpna 2017     |
| 65           | 5         | Eastwatch               | Východní hlídka           | Matt Shakman   | Dave Hill                   | 13. srpna 2017    | 14. srpna 2017    |
| 66           | 6         | Beyond the Wall         | Za Zdí                    | Alan Taylor    | David Benioff a D. B. Weiss | 20. srpna 2017    | 21. srpna 2017    |
| 67           | 7         | The Dragon and the Wolf | Drak a Vlk                | Jeremy Podeswa | David Benioff a D. B. Weiss | 27. srpna 2017    | 28. srpna 2017    |

### Osmá řada (2019)
| Č. v seriálu | Č. v řadě | Původní název                  | Český název            | Režie                       | Scénář                      | Premiéra v USA  | Premiéra v Česku |
| ------------ | --------- | ------------------------------ | ---------------------- | --------------------------- | --------------------------- | --------------- | ---------------- |
| 68           | 1         | Winterfell                     | Zimohrad               | David Nutter                | Dave Hill                   | 14. dubna 2019  | 15. dubna 2019   |
| 69           | 2         | A Knight of the Seven Kingdoms | Rytíř Sedmi království | David Nutter                | Bryan Cogman                | 21. dubna 2019  | 22. dubna 2019   |
| 70           | 3         | The Long Night                 | Dlouhá noc             | Miguel Sapochnik            | David Benioff a D. B. Weiss | 28. dubna 2019  | 29. dubna 2019   |
| 71           | 4         | The Last of the Starks         | Poslední ze Starků     | David Nutter                | David Benioff a D. B. Weiss | 5. května 2019  | 6. května 2019   |
| 72           | 5         | The Bells                      | Zvony                  | Miguel Sapochnik            | David Benioff a D. B. Weiss | 12. května 2019 | 13. května 2019  |
| 73           | 6         | The Iron Throne                | Železný trůn           | David Benioff a D. B. Weiss | David Benioff a D. B. Weiss | 19. května 2019 | 20. května 2019  |

## Sledovanost
Průměrná sledovanost řad seriálu se lineárně zvyšovala. Oproti šesté řadě, kterou sledovalo v průměru 7,69 milionu amerických diváků, sledovalo sedmou řadu 10,26 milionu. První díl osmé řady Zimohrad sledovalo 11,76 milionu diváků a finální epizodu Železný trůn, jež byla zároveň poslední epizodou seriálu, 13,61 milionu diváků.
| Řada | 1     | 2     | 3     | 4     | 5     | 6     | 7     | 8    | 9    | 10   | Průměr |
| ---- | ----- | ----- | ----- | ----- | ----- | ----- | ----- | ---- | ---- | ---- | ------ |
| 1    | 2,22  | 2,20  | 2,44  | 2,45  | 2,58  | 2,44  | 2,40  | 2,72 | 2,66 | 3,04 | 2,52   |
| 2    | 3,86  | 3,76  | 3,77  | 3,65  | 3,90  | 3,88  | 3,69  | 3,86 | 3,38 | 4,20 | 3,80   |
| 3    | 4,37  | 4,27  | 4,72  | 4,87  | 5,35  | 5,50  | 4,84  | 5,13 | 5,22 | 5,39 | 4,97   |
| 4    | 6,64  | 6,31  | 6,59  | 6,95  | 7,16  | 6,40  | 7,20  | 7,17 | 6,95 | 7,09 | 6,84   |
| 5    | 8,00  | 6,81  | 6,71  | 6,82  | 6,56  | 6,24  | 5,40  | 7,01 | 7,14 | 8,11 | 6,88   |
| 6    | 7,94  | 7,29  | 7,28  | 7,82  | 7,89  | 6,71  | 7,80  | 7,60 | 7,66 | 8,89 | 7,69   |
| 7    | 10,11 | 9,27  | 9,25  | 10,17 | 10,72 | 10,24 | 12,07 | —    | —    | —    | 10,26  |
| 8    | 11,76 | 10,29 | 12,02 | 11,80 | 12,48 | 13,61 | —     | —    | —    | —    | 11,99  |